# Adrian Fabryka Rajstop
Adrian Fabryka Rajstop – polskie przedsiębiorstwo ze Zgierza, specjalizujące się w projektowaniu, produkcji i sprzedaży rajstop dla kobiet oraz mężczyzn.

## Historia
Założycielem i właścicielem jest przedsiębiorca Małgorzata Rosołowska-Pomorska, która przyjechała z Poznania do Łodzi w 1979 r., aby studiować ekonomię na Uniwersytecie Łódzkim. Ze względu na ciężką sytuację finansową, zaczęła wówczas dorabiać szyjąc rajstopy na domowej maszynie. W pewnym momencie postanowiła zostać przedsiębiorcą, co wówczas wymagało ukończenia kursu zawodowego. Z tego powodu Małgorzata zapisała się na kurs szycia do Spółdzielni Inwalidów im. Hanki Sawickiej w Łodzi. Po ukończeniu rocznego kursu, w 1984 r. rozpoczęła działalność gospodarczą, której nadała firmę Adrian.
Zakład dziewiarski nie miał wtedy problemów z popytem na towary, ale były trudności m.in. ze znalezieniem tekstyliów, surowców do szycia i zakupem maszyn (co było powszechne w centralnie planowanej, objętej embargiem gospodarce socjalistycznej, gospodarce niedoboru). Jednak w tamtym czasie Zakłady Przemysłu Pończoszniczego Feniks borykały się z problemami finansowymi i sprzedawały swój park maszynowy. To wykorzystała prywatna inicjatywa, jak często w PRL. Młoda przedsiębiorczyni kupiła środki produkcji, rozwiązała problem i zaczęła zarabiać, spełniając potrzeby rynku. Właścicielka Adriana w ten sposób mogła postawić swój pierwszy zakład. Po roku działalności w Adrianie pracowało dwóch ludzi, a po pięciu latach dwudziestu.
Znaczącym był 2002 r., kiedy właścicielka podpisała kontrakt na sprzedaż detaliczną rajstop w sieci sklepów Intermarche. Dotychczas swoje produkty sprzedawała hurtowniom, natomiast od tamtego czasu oparła dystrybucję na sklepach sieci E.Leclerc, Carrefour i Auchan.
W 2007 r., korzystając z unijnego dofinansowania, zmodernizowała zaplecze techniczne. W międzyczasie wzbogaciła ofertę o rajstopy ze wzorami. Zmieniono również reklamę przedsiębiorstwa i towarów, na bardziej minimalistyczną, co było efektem zetknięcia się przedsiębiorstwa z rynkiem zagranicznym (m.in. francuskim i japońskim). Jedną z osób współpracujących z Adrianem jest m.in. japońska projektantka mody Junko Koshino.
Adrian Fabryka Rajstop zaczęła projektować oraz sprzedawać rajstopy dla mężczyzn, zwłaszcza tzw. megginsy.

### Kampanie reklamowe
Adrian stał się znany m.in. dzięki swojej wieloletniej kampanii reklamowej, której sloganem reklamowym jest Adrian kocha wszystkie kobiety. Pomysłodawczynią jest właścicielka, która idee kampanii określiła, jako formę przedstawienia typowej klientki, którą jest kobieta, niezależnie od urody, wieku i sprawności fizycznej. Dlatego w reklamach Adriana zaczęła pojawiać się modelka dużych rozmiarów. Wówczas wzbudziło to zainteresowanie mediów oraz klientów, zauważenie tej grupy klientów spowodowało wzrost sprzedaży aż o połowę.
Po sukcesie takiej reklamy, kontynuowano metodę, umieszczając na billboardach wizerunek kobiety na wózku inwalidzkim ubranej w eleganckie rajstopy, korzystając z piosenkarki Moniki Kuszyńska. Następnie Adriana reklamowały aktorki Elżbieta Jodłowska, Grażyna Zielińska, Ewa Śnieżanka i Małgorzata Gadecka, które przedstawiały starsze kobiety; Beata Nowacka po mastektomii, gdzie obok sloganu dodano zwrot Rak. To się leczy. Producent skorzystał z usługi Poseł na Sejm RP Anny Grodzkiej, gdzie dodano Każdy ma prawo być sobą.
Kontrowersje także wzbudziła reklama z udziałem Ilony Felicjańskiej, modelki cierpiącej na alkoholizm i skazanej w 2010 na rok pozbawienia wolności w zawieszeniu na trzy lata za spowodowanie kolizji będąc pijaną. Wówczas, obok zdjęcia modelki umieszczono hasło Uzależniona nie znaczy gorsza. Tak samo dyskusje wywołała reklama, na której widniała smutna młoda kobieta ubrana w pończochy siedząca obok nagrobka. Obok widniał cytat z ks. Jana Twardowskiego: Śpieszmy się kochać ludzi, tak szybko odchodzą.
W 2017 r. pojawił się billboard, na którym widniała Jyoti Amge, uznawana za najmniejszą kobietę świata. Obok, poza standardowym sloganem, użyto Jestem najmniejszą kobietą świata. Czy nie miałam prawa się urodzić? To spowodowało oburzenie ekstremistek proaborcyjnych, że plakat popiera ruch za życiem.
Myśl reklamowa przedsiębiorstwa utkwiła w świadomości społecznej i przełożyła się na zwiększenie sprzedaży wielu produktów.

## Odsyłacze zewnętrzne
- Strona internetowa Adrian
- Strona Adrian na Facebook